# Conrad Felixmüller
Conrad Felixmüller (Dresden, 21 de maio de 1897 – Zehlendorf, 24 de março de 1977) foi um pintor expressionista alemão.
Sendo o seu nome de nascimento Conrad Felix Müller, elegeu o nome artístico de "Felixmüller". Foi um dos membros mais novos do movimento "Nova objetividade" e o mais jovem da segunda geração de expressionistas que surgiu em Dresden no auge dos artistas de Brücke. Também foi membro do Partido Comunista da Alemanha.

## Biografia
Felixmüller nasceu em Dresden, em 1897. Aos 18 anos já trabalhava como artista independente, aprendendo sozinho várias técnicas de impressão e gravação. Estudou desenho na Escola de Artes e Ofícios de Dresden e entre 1911 e 1912, estudou com Carl Bantzer na estudou na Academia de Belas Artes de Dresden. Em 1915 passou a fazer visitas frequentes a Berlim, onde dividiu um estúdio com Ludwig Meidner e passou a frequentar várias exposições expressionistas, passando a expôr seus trabalhos no ano seguinte na Galeria Der Sturm.
Em 1917, até o ano seguinte, serviu como ordenança na unidade médica na Primeira Guerra Mundial. A guerra e a amizade com o editor socialista Franz Pfemfert fomentaram uma postura política cada vez mais radical. De 1917 a 1923 publicou muitos desenhos e xilogravuras no jornal de Pfemfert, Die Aktion, bem como em outros periódicos expressionistas de esquerda, como Menschen (Mankind), de Dresden, que ele fundou em 1918. Também ajudou a fundar várias organizações de artistas revolucionários em sua cidade natal. Fazer retratos era seu ofício favorito, incluindo muitas representações amorosas de sua esposa e filhos, bem como imagens da classe trabalhadora e sua situação.
Sua carreira de maior sucesso foi como gravador e impressor. Foi membro do Partido Comunista da Alemanha de 1918 a 1922. Publicou muitas xilogravuras e desenhos em revistas de esquerda e permaneceu um gravador prolífico ao longo de sua carreira. Era amigo de longa data do compositor Clemens Braun de quem produziu uma série de retratos e uma gravação em madeira do artista em seu leito de morte.
Outro retratado seu era o poeta expressionista alemão Walter Rheiner, de quem Felixmüller fez várias ilustrações dos trabalhos de Rheiner. Quando Rheiner morreu, Felixmüller pintou Der Tod des Dichters Walter Rheiner, em homenagem ao amigo. Foi o mentor do expressionista alemão Otto Dix.
O trabalho de Felixmüller tornou-se mais objetivo e contido a partir de meados da década de 1920. Ele escreveu em 1929.
| “ | Tornou-se cada vez mais claro para mim que o único objetivo é retratar a vida direta e simples que alguém viveu, envolvendo também o desenho da cor como pintura - da maneira como foi cultivada pelos antigos mestres durante séculos, até que o Impressionismo e o Expressionismo, infectados pelos delírios técnicos e industriais de grandeza, rejeitaram toda afinidade por tradição, habilidade e resultados, cometendo suicídio. | ” |

Na década de 1930, muitos de seus trabalhos foram considerados arte degenerada pelos nazistas e foram destruídas. Em 1944, seu estúdio em Berlim foi bombardeado, o que o fez perder boa parte de sua produção. De 1949 a 1962, ele lecionou na Universidade de Halle-Wittenberg.

## Morte
Felixmüller morreu em 24 de março de 1977, em Zehlendorf, aos 79 anos. Ele foi sepultado no Cemitério de Zehlendorf.